# Đường hầm Čebrať
Đường hầm Čebrať (tiếng Slovakia: Tunel Čebrať) là một đường hầm đường cao tốc hai ống đang được xây dựng, nằm trên đoạn giữa Hubová và Ivachnova của đường cao tốc D1, thuộc địa phận vùng Žilina của Slovakia. Chiều dài của đường hầm này là 3.600 mét.

## Quá trình xây dựng
Hợp đồng xây dựng đường hầm Čebrať được ký kết vào ngày 7 tháng 11 năm 2013, và việc xây dựng chính thức bắt đầu vào ngày 11 tháng 2 một năm sau đó. Đường hầm bắt đầu được đào với nghi thức đặt một bức tượng của Thánh Barbora ở cổng phía đông, buổi lễ này diễn ra vào ngày 19 tháng 9 năm 2014. Theo ước tính vào đầu năm 2019, đường hầm Čebrať sẽ bắt đầu hoạt động vào tháng 7 năm 2022 hoặc vào tháng 12 năm 2022, nhưng điều này là hoàn toàn bất khả thi do tiến độ thi công cực kỳ chậm trễ. Không thể phá đường hầm mà không có giấy phép xây dựng. Đồng thời, công việc sẽ được hoàn thành khi 3.300 mét đường hầm được đào, nhưng với tốc độ thi công hiện tại, khoảng thời gian hoàn thành đào đường hầm phải dời tới cuối năm 2020 hoặc đầu năm 2021. Ngoài ra, ngân sách nhà nước không có sẵn để tài trợ sự trì hoãn này trong giai đoạn xây dựng năm 2023. Ngoài ra, nguồn tài trợ xây dựng từ quỹ Liên minh châu Âu có thể bị cắt, do đó sự trì hoãn lâu dài hơn nữa hoàn toàn có thể xảy ra.